# Pachypanthera
Pachypanthera — викопний рід пантерин, який був знайдений у пізньому міоцені в піщаних кар'єрах Хорат на північному сході Таїланду. Він містить один вид, Pachypanthera piriyai, названий і описаний 2023 року.

## Відкриття та найменування
І голотип, і паратип були виявлені в піщаних кар'єрах Хорат в провінції Накхон Ратчасіма на північному сході Таїланду. Це місце було датоване пізнім міоценом, приблизно 9—6 мільйонів років тому. Скам'янілості були зібрані місцевим аматором, описані та названі у 2023 році, а потім збережені в геологічному відділі Університету Чулалонгкорн в Бангкоку.
Назва роду Pachypanthera є комбінацією грецького παχύς/pachy, що означає «товстий» і Panthera. Видова назва piriyai вшановує Пірію Вачаджітпана, який зробив значний внесок у збір скам'янілостей.

## Опис
Відновлені останки цього роду надзвичайно міцні порівняно з іншими котами. Голотип (CUF-KR-1) містить ліву половину нижньої щелепи з різцем та альвеолами ікла, третім і четвертим премолярами та першим моляром без коронки. Паратип (CUF-KR-2) — великий уламок правої верхньої щелепи з альвеолами ікла, третього і четвертого премолярів і першого моляра. Зигзагоподібна структура смуг Хантера-Шрегера в його премолярах схожа на структуру гієн, що свідчить про те, що він був певною мірою пристосований для дурофагії (поїдання кісток).

## Класифікація
Пахіпантера була пантериновою кішкою, спорідненою з Neofelis, Panthera і, можливо, Miopanthera. Однак філогенетичний аналіз не проводився в описі Pachypanthera, і тому її точні еволюційні зв'язки залишаються невиясненими.

## Палеобіологія
Міцність щелеп і зубів свідчить про те, що Pachypanthera, ймовірно, була пристосована для обробки твердих тваринних матеріалів, таких як мушлі та кістки. Хоча посткраніальних залишків немає, оцінки ваги, екстрапольовані на основі розміру зубів, припускають, що тварина важила 142 кілограми. Це зробило б Pachypanthera одною з найбільших міоценових представників Pantherinae.

## Палеосередовище
У палеосередовищі регіону домінувала річкова система, і це було болотисте середовище, змішане з закритими лісами. Дослідження пилку рослин показують, що це, ймовірно, перехідна територія між лісом і луками, а також заплава.